# Vladimir Miholjević
Vladimir Miholjević (Zagreb, 18. siječnja 1974.) je hrvatski profesionalni biciklist koji je okončao sportsku karijeru.
Profesionalac je bio od 1997. do 2012. godine. U deset navrata proglašavan je najboljim hrvatskim biciklistom.

## Vanjske poveznice
- (engl.) Profil na cyclingarchives.com  Arhivirana inačica izvorne stranice od 21. listopada 2012. (Wayback Machine)